# 4 juillet dans les chemins de fer
4 juin 4 août
Chronologies thématiques
- Croisades
- Sports
- Disney

Cette page concerne les événements qui se sont déroulés un 4 juillet dans les chemins de fer.

## Événements

### XIXesiècle
- 1828.  États-Unis :   la construction du Baltimore and Ohio Railroad, la plus ancienne ligne de chemin de fer du pays, commence à Baltimore.
- 1838.  France :   ordonnance du Roi portant autorisation de la Société anonyme du chemin de fer de Montpellier à Cette.

### XXesiècle
- 1907.  France :   ouverture de la section de 18 kilomètres entre Pont-l'Abbé et Saint-Guénolé, des Chemins de fer départementaux du Finistère (CFDF)[1].
- 1996.  France :   le président de la SNCF, Loïk Le Floch-Prigent, mis en examen dans le cadre de l'affaire Elf-Bidermann, est écroué à la prison de la Santé à Paris.

### XXIesiècle
- 2008.  France :   lancement du premier IDNIGHT Paris Gare de Lyon - Nice-Ville et Paris Gare de Lyon - Perpignan.